# Lithidium punctifrons
Lithidium punctifrons är en insektsart som beskrevs av Brown, H.D. 1962. Lithidium punctifrons ingår i släktet Lithidium och familjen Lithidiidae. Inga underarter finns listade i Catalogue of Life.